# Federazione Industria Musicale Italiana
La Federazione Industria Musicale Italiana, nota anche con l'acronimo FIMI, è una federazione che rappresenta circa 2 500 imprese produttrici e distributrici in campo musicale e discografico.

## Storia
È nata nel 1992 da una scissione della Associazione fonografici italiani da parte delle multinazionali discografiche e dal marzo 1995 si occupa di monitorare settimanalmente le vendite e la distribuzione delle pubblicazioni discografiche in Italia diffondendo le classifiche e le certificazioni ufficiali, dapprima in collaborazione con la Nielsen SoundScan, poi, a partire dal 2010, con GfK Italia.
È la fonte ufficiale per quanto riguarda i dati discografici italiani sulle vendite e le distribuzioni di album, raccolte, DVD musicali e download digitali.
La classifica dei singoli più venduti in Italia, in vigore dal febbraio 1997, è stata soppressa all'inizio del 2008, venendo sostituita definitivamente dalla già esistente classifica dei brani più scaricati dalla rete.
Nel 2013 è stata creata la dicitura "Top of the Music" e il corrispondente logo per individuare e distinguere le classifiche e le certificazioni ufficiali.

## Attività della FIMI

### Relazioni istituzionali e lobbying
FIMI opera un servizio di monitoraggio quotidiano di tutti i procedimenti legislativi nazionali ed internazionali di interesse per la categoria; produce relazioni e proposte normative, nonché interfaccia i rappresentanti delle maggiori istituzioni nazionali e locali. Tramite la rappresentanza di Confindustria Cultura Italia e di IFPI a Bruxelles, FIMI opera in un network internazionale che presidia le maggiori istituzioni comunitarie e i consessi internazionali quali OMPI e OMC.

### Ricerche e studi
FIMI raccoglie e diffonde dati e ricerche di settore, sia nazionale che internazionale, che consentono alle imprese di conoscere l'andamento e lo sviluppo del mercato. Le imprese associate possono accedere a dati economici e a studi realizzati dalle più importanti società di ricerca.

### Assistenza legale
Gli associati possono consultare FIMI in relazione a problematiche legali riguardanti la tutela del copyright, le questioni previdenziali e i rapporti con la società degli autori ed editori.

## Classifiche
La Federazione Industria Musicale Italiana si occupa di stilare settimanalmente, dal venerdì al giovedì, le classifiche di vendita ufficiali in Italia delle diverse tipologie di pubblicazioni. In particolare, vengono pubblicate attualmente:
- la classifica FIMI Album, nata nel marzo 1995, stilata sulla base delle vendite settimanali in Italia degli album o EP di un singolo artista e precedentemente denominata Classifica FIMI Artisti;[4]
- la classifica FIMI CD, vinili e musicassette, nata nel gennaio 2024 e stilata sulla base delle vendite fisiche degli album o EP.[7]
- la Top Singoli, relativa alle vendite dei singoli in formato digitale, comprendente lo streaming audio dall'11 settembre 2014.[8] Nata nell'aprile 2006 come Top Digital Download, ha sostituito definitivamente nel 2008 la classifica FIMI Mix e singoli,[9] a sua volta istituita nel gennaio 1997.[10]

Precedentemente venivano pubblicate anche:
- la classifica FIMI Vinili, nata nel gennaio 2016, a seguito di una ripresa della compravendita dei dischi in vinile;[11] la sua pubblicazione è cessata nel dicembre 2023.[7]
- la classifica FIMI Compilation, nata contemporaneamente alla classifica degli album, comprende solamente le raccolte di brani interpretati da artisti vari.[4] È stata incorporata nella classifica degli album a partire dal 2020;[12]
- la classifica FIMI DVD musicali, cessata nel dicembre 2015.

## Certificazioni
Dopo polemiche su alcuni casi di autocertificazioni di dischi d'oro e platino, da parte delle case discografiche che non dichiaravano dati reali, dal 1º gennaio 2009/2010 FIMI, in collaborazione con GfK che rileva le vendite dei prodotti fisici e delle singole tracce online, ufficializza le certificazioni di vendita di ogni singola registrazione musicale pubblicata e venduta in Italia.
Le certificazioni FIMI vengono pubblicate tramite il sito web ufficiale della federazione stessa. Tutti i dischi d'oro e di platino vengono consegnati sulla base dei dati raccolti da GfK Italia, con una copertura pari ai due terzi del mercato totale; al raggiungimento di una soglia pari ai due terzi di quella corrispondente all'assegnazione della certificazione, FIMI comunica tale risultato alla casa discografica interessata, che viene incaricata di certificare autonomamente l'eventuale raggiungimento del restante terzo di copie necessarie. Una volta ricevuta la dichiarazione di risposta dalla casa discografica, la certificazione viene ufficializzata da FIMI.

### Album
| Periodo                                                                               | Periodo       | Copie necessarie | Copie necessarie | Copie necessarie | Copie necessarie | Copie necessarie  |
| Da                                                                                    | A             | Disco d'argento  | Disco d'oro      | Disco di platino | Multiplatino     | Disco di diamante |
| ------------------------------------------------------------------------------------- | ------------- | ---------------- | ---------------- | ---------------- | ---------------- | ----------------- |
| Marzo 1995                                                                            | Dicembre 2004 | —                | 50 000           | 100 000          | —                | —                 |
| Gennaio 2005                                                                          | Dicembre 2007 | 20 000           | 40 000           | 80 000           | —                | 400 000           |
| 2008                                                                                  | 2008          | —                | 35 000           | 70 000           | —                | 350 000           |
| Gennaio 2009                                                                          | Dicembre 2011 | —                | 30 000           | 60 000           | 120 000          | —                 |
| Gennaio 2012                                                                          | Dicembre 2013 | —                | 30 000           | 60 000           | —                | 600 000           |
| Gennaio 2014                                                                          | in vigore     | —                | 25 000           | 50 000           | —                | 500 000           |
| Il simbolo "—" indica che in quel periodo quella certificazione non veniva assegnata. |               |                  |                  |                  |                  |                   |

### Singoli
| Periodo                                                                               | Periodo         | Copie necessarie | Copie necessarie | Copie necessarie | Copie necessarie  |
| Da                                                                                    | A               | Disco d'oro      | Disco di platino | Multiplatino     | Disco di diamante |
| ------------------------------------------------------------------------------------- | --------------- | ---------------- | ---------------- | ---------------- | ----------------- |
| Giugno 1999                                                                           | Dicembre 2004   | 25 000           | 50 000           | —                | —                 |
| Gennaio 2005                                                                          | Dicembre 2008   | 10 000           | 20 000           | —                | —                 |
| Gennaio 2009                                                                          | Dicembre 2013   | 15 000           | 30 000           | 60 000           | —                 |
| Gennaio 2014                                                                          | 25 gennaio 2015 | 15 000           | 30 000           | —                | 300 000           |
| 26 gennaio 2015                                                                       | Dicembre 2019   | 25 000           | 50 000           | —                | 500 000           |
| Gennaio 2020                                                                          | Dicembre 2021   | 35 000           | 70 000           | —                | 700 000           |
| Gennaio 2022                                                                          | Dicembre 2024   | 50 000           | 100 000          | —                | 1 000             |
| Gennaio 2025                                                                          | in vigore       | 100 000          | 200 000          | —                | 2 000             |
| Il simbolo "—" indica che in quel periodo quella certificazione non veniva assegnata. |                 |                  |                  |                  |                   |

### Compilation (2012-2013)
| Certificazione   | Copie necessarie |
| ---------------- | ---------------- |
| Disco di platino | 60 000           |
| Multiplatino     | 120 000          |

### DVD musicali (2005-2007)
| Certificazione   | Copie necessarie |
| ---------------- | ---------------- |
| Disco d'oro      | 15 000           |
| Disco di platino | 30 000           |